# Bitva o Narvik
Bitva o Narvik byla sérií pozemních a námořních vojenských střetnutí v druhé světové válce odehrávajícím se mezi 9. dubnem a 8. červnem roku 1940, ve kterých se rozhodlo o obsazení Norska Třetí říší. Bitva o Narvik byla součástí norské kampaně. Střetnutí probíhala v Narviku, jeho okolí a v přilehlém Ofotfjordu. V oblasti proti sobě bojovaly armády Norska, Velké Británie, Francie a Polska proti Wehrmachtu (zejména šlo o německé a rakouské horské oddíly). Na moři se střetla Royal Navy s Kriegsmarine. Pozemní boje trvaly dva měsíce, k námořním bitvám došlo 10. a 13. dubna 1940.
Důležitost Narviku spočívala v tom, že se jednalo o strategicky důležitý nezamrzající přístav, sloužící k dopravě švédské železné rudy, přivážené sem po železnici z města Kiruna. Střetnutí skončilo vítězstvím Němců, což vedlo k totálnímu obsazení Norska a ústupem Spojenců z této oblasti. Nutno ovšem podotknout, že Kriegsmarine utrpěla vážné ztráty, protože Britové ji připravili o deset torpédoborců, při vlastní ztrátě dvou.

## Německá invaze
Brzy ráno 9. dubna 1940 vplula do Ofotfjordu německá eskadra, pod velením Friedricha Bonteho, kterou tvořily torpédoborce Georg Thiele, Wolfgang Zenker, Bernd von Arnim, Erich Giese, Erich Koellner, Diether von Roeder, Hans Lüdemann, Hermann Künne, Wilhelm Heidkamp (vlajkový) a Anton Schmitt. Na palubách lodí bylo přibližně 1900 vojáků horských jednotek pod velením generála Eduarda Dietla. Pěchota byla vysazena na strategických místech a část lodí se dostala do Narviku. Přístav chránily norské lodě pobřežní obrany Eidsvold a Norge, které byly obě potopeny a přístav byl poté obsazen.
Německou nevýhodou však bylo to, že ztratila vzdálené krytí, které měly zajišťovat bitevní křižníky Scharnhorst a Gneisenau. Dne 9. dubna se totiž dostaly do souboje s bitevním křižníkem HMS Renown a německý admirál Günther Lütjens se poté raději stáhl.

## První námořní bitva u Narviku
První námořní bitva o Narvik proběhla ráno 10. dubna 1940 – pouhý den po německé invazi. Do Ofotfjordu pronikla pětičlenná eskadra britských torpédoborců, pod velením kapitána Bernarda Warburton-Leeho, kterou tvořily lodě HMS Hardy (vlajkový), HMS Hotspur, HMS Havock, HMS Hunter a HMS Hostile a napadla v Narviku kotvící německé lodě.
Z lodí Kriegsmarine se v přístavu v tu chvíli nacházely torpédoborce Diether von Roeder (který kvůli nedorozumění nehlídkoval u ústí fjordu, čímž dovolil Britům Němce překvapit), Hans Lüdemann, Hermann Künne, Wilhelm Heidkamp (vlajkový) a Anton Schmitt. Britové využili momentu překvapení a v přístavu potopili německé torpédoborce Wilhelm Heidkamp (zahynul zde i komodor Bonte), Anton Schmidt a řadu nákladních lodí. Torpédoborec Diether von Roeder byl poškozen. Ihned po útoku Britové obrátili a pokusili se z oblasti uniknout.
V tu chvíli se však do boje zapojila druhá pětice torpédoborců. První skupina – Wolfgang Zenker, Erich Koellner a Erich Giese připluly z Herjangsfjordu (součást Ofotfjordu), zatímco druhá skupina – Georg Thiele a Bernd von Arnim, připlula ze zátoky Ballangen. Torpédoborec Hardy musel najet na břeh a Hunter byl v boji potopen. Poškozený Hotspur byl nakonec zachráněn.
Zbylé německé lodě, jejichž velení převzal Erich Bey, ve střetnutí spotřebovaly značnou část paliva a munice a navíc se k Ofotfjordu stahovaly britské posily. Britové navíc při ústupu ve fjordu potkali a potopili německou muniční loď Rauenfels, čímž německou situaci dále zhoršili.
Velitelé obou protivníků v bitvě zahynuli a obdrželi posmrtně vysoká vyznamenání. Bernard Warburton-Lee se stal prvním držitelem Viktoriina kříže v této válce a Friedrich Bonte byl posmrtně vyznamenán Rytířským křížem.

## Druhá námořní bitva u Narviku

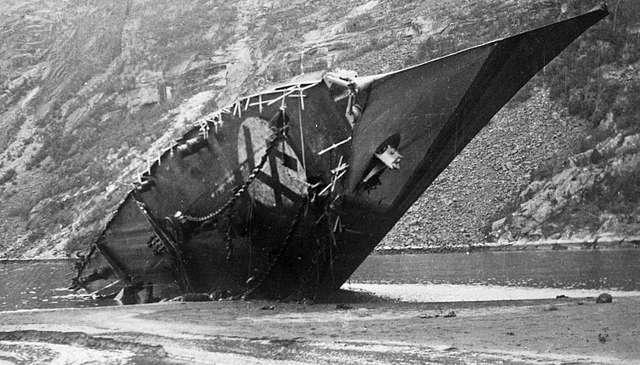
Zničený torpédoborec Bernd von Arnim

Druhá námořní bitva o Narvik proběhla dne 13. dubna 1940. Jelikož v předchozím útoku byly britské síly pro úspěch nedostatečné, připlula nyní do Ofotfjordu britská bitevní loď HMS Warspite s doprovodem devíti torpédoborců – byly to velké torpédoborce HMS Bedouin, HMS Cossack, HMS Punjabi a HMS Eskimo třídy Tribal a dále HMS Kimberley, HMS Hero, HMS Icarus, HMS Forester a HMS Foxhound. Britské lodě podporovaly letouny z letadlové lodě HMS Furious.
Proti značné palebné převaze Royal Navy neměli Němci valných šancí a všechny jejich torpédborce i transportní lodě byly potopeny, za cenu poškození torpédoborců Eskimo, Punjabi a Cossack. Posádky německých lodí se pak na souši připojily k pozemním jednotkám generála Dietla.